# مارتین پوشنر
مارتین پوشنر (به انگلیسی: Martin Puchner) استادِ دانشگاهِ هاروارد و نویسنده آمریکایی است.

## نوشته‌ها
- تئاتر ایده‌ها